# Крамаренко, Андрей Макарович
Андре́й Мака́рович Крамаре́нко (укр. Андрі́й Мака́рович Крамаре́нко; 16 мая 1918, Каменечье, Киевская губерния — 30 апреля 1965, Киев) — капитан Советской армии, участник Великой Отечественной войны, Герой Советского Союза (1945).

## Биография
Родился 16 мая 1918 года в селе Каменечье. После окончания школы работал в родном селе.
В 1937 году был призван на службу в Рабоче-крестьянскую Красную армию. Участвовал в боях советско-финской войны. Демобилизовавшись, работал бригадиром каменщиков в Киеве.
В июне 1941 года повторно был призван в армию. С того же года — на фронтах Великой Отечественной войны. К январю 1945 года гвардии старший лейтенант Андрей Крамаренко командовал мотострелковой ротой 16-й гвардейской механизированной бригады 6-го гвардейского механизированного корпуса 4-й танковой армии 1-го Украинского фронта. Отличился во время Висло-Одерской операции.
26 января 1945 года рота Крамаренко переправилась через Одер и приняла активное участие в боях за захват и удержание плацдарма. Во время боёв за Кёбен (ныне — Хобеня) она успешно отразила три ожесточённые контратаки противника, уничтожив несколько десятков солдат и офицеров противника.
Указом Президиума Верховного Совета СССР от 10 апреля 1945 года гвардии старший лейтенант Андрей Крамаренко был удостоен высокого звания Героя Советского Союза с вручением ордена Ленина и медали «Золотая Звезда».
В июле 1953 года в звании капитана был уволен в запас. Проживал в Киеве, работал начальником цеха фабрики «Победа».
Умер 30 апреля 1965 года. Похоронен на Байковом кладбище Киева.
Был также награждён орденом Красного Знамени и рядом медалей.